# Meredith - The Face of an Angel
Meredith - The Face of an Angel (The Face of an Angel) è un film del 2014 diretto da Michael Winterbottom con protagonisti Kate Beckinsale e Daniel Brühl.
La pellicola è ispirata alla vicenda dell'omicidio di Meredith Kercher avvenuto a Perugia il 1º novembre del 2007, raccontato dal punto di vista di alcuni giornalisti.

## Trama
Thomas è un giovane regista che decide di indagare su un omicidio avvenuto in Italia. L'uomo si rende presto conto di come l'attenzione dei media sia riservata costantemente alla principale sospettata mentre la vittima è stata totalmente dimenticata. Quest'esperienza lo porta a riflettere sulla propria vita e la relazione con la figlia.

## Produzione
Le riprese del film si sono svolte in Toscana, principalmente a Siena, città dove il film è ambientato.

## Distribuzione
Il primo trailer viene diffuso il 4 febbraio 2014.
Il film è stato presentato al Toronto International Film Festival 2014.

## Riconoscimenti
- 2014 - British Independent Film Awards
  - Candidatura per la miglior esordiente a Cara Delevingne